# Liên bang Granadine
Liên bang Granadine (tiếng Tây Ban Nha: Confederación Granadina) là một ngắn cộng hòa liên bang ngắn tồn tại từ lập năm 1858 cho đến năm 1893 như là kết quả của một sự thay đổi hiến pháp thay thế Cộng hòa Tân Granada. Nó bao gồm các quốc gia ngày nay là Colombia và Panama và một phần của tây bắc Brasil. Đổi lại, Liên bang Granadine đã được thay thế bởi Hợp chúng quốc Colombia sau một thay đổi hiến pháp khác vào năm 1863.

## Lịch sử
Liên bang Granadine là một phần của một loạt các cải cách bắt đầu vào giữa thế kỷ XIX trên khắp châu Mỹ Tây Ban Nha, và điều đó nhằm phá vỡ dứt khoát với bất kỳ sự lạc hậu nào của hệ thống thuộc địa. Trong trường hợp của Colombia và Panama ngày nay, sự chuyển đổi này đã được trải qua quá trình thay đổi dần dần trong mô hình chính trị, kinh tế và xã hội thịnh hành kể từ thời kỳ độc lập. Những thay đổi trong trật tự đã thiết lập đã làm dấy lên mâu thuẫn sâu sắc trong xã hội, được thể hiện trong hai cuộc nội chiến vào năm 1851 và 1860, cộng với một cuộc đảo chính quân sự vào năm 1854. Sự nhầm lẫn đầu tiên có liên quan đến vai trò của Giáo hội trong xã hội, trong khi lần thứ hai và cuộc đảo chính của Tomás Cipriano de Mosquera có liên quan đến những căng thẳng được tạo ra bởi sự sâu sắc của hệ thống liên bang, giữa quốc gia có chủ quyền và quyền hạn khu vực.
Theo nghĩa này, Liên bang Granadine nổi bật vì sự tồn tại phù du của nó đã giải thích cả hai sự biến đổi chính trị, như sự kháng cự mà điều này tạo ra trong một số lĩnh vực của xã hội, thậm chí là một phần của ý tưởng về một mô hình của Cộng hòa Liên bang, 3 Được coi là sự tồn tại của một chính phủ mạnh mẽ là cần thiết để duy trì trật tự sau chiến tranh năm 1851. Những mâu thuẫn này, thêm vào những căng thẳng tồn tại xung quanh sự tách biệt giữa Nhà nước và Giáo hội như là một phần của hệ tư tưởng tự do được áp đặt trong Vào thời điểm đó, chúng là những quá trình dẫn đến sự nổi dậy của những người theo Tướng Mosquera và chủ nghĩa cấp tiến tự do vào năm 1860-1863, là sự kiện trung tâm của thời kỳ Liên bang này trong lịch sử Colombia và Panama.